# راجر واترز
جرج راجر واترز (انگلیسی: George Roger Waters؛ زادهٔ ۶ سپتامبر ۱۹۴۳) خواننده-ترانه‌سرا و موسیقی‌دان انگلیسی است. او در سال ۱۹۶۵ در کنار نیک میسن، ریچارد رایت و سید برت گروه راک پینک فلوید را بنیان نهادند. پس از خروج سید برت از گروه، واترز در سال ۱۹۶۸ به ترانه‌سرا، آوازخوان مشترک و رهبر مفهومی پینک فلوید تبدیل گردید و در سال ۱۹۸۵ از این گروه خارج شد.
پینک فلوید با آلبوم‌های مفهومی نیمه تاریک ماه (۱۹۷۳)، کاش اینجا بودی (۱۹۷۵)، جانوران (۱۹۷۷)، دیوار (۱۹۷۹) و برش نهایی (۱۹۸۳) به موفقیت بین‌المللی دست یافت. در اوایل دهه ۱۹۸۰، آن‌ها به یکی از تحسین‌شده‌ترین و موفق‌ترین گروه‌های موسیقی عامه‌پسند تبدیل شدند. در میان اختلافات در دیدگاه، واترز در سال ۱۹۸۵ گروه را ترک کرد و یک دعوای حقوقی بر سر استفاده از نام و محتوای گروه به راه انداخت. آن‌ها در سال ۱۹۸۷ بدون اقدام قانونی اختلافات حقوقی خود را حل کردند. کارهای انفرادی واترز شامل آلبوم‌های استودیویی مزایا و معایب مفت‌سواری (۱۹۸۴)، رادیو کی.ای.او.اس. (۱۹۸۷)، تفریح تا سرحد مرگ (۱۹۹۲) و آیا این همان زندگی است که واقعاً می‌خواهیم؟ (۲۰۱۷) می‌شوند. او در سال ۲۰۰۵ اپرای سا ایرا را منتشر کرد.
در سال ۱۹۹۰، واترز یکی از بزرگ‌ترین کنسرت‌های راک تاریخ یعنی کنسرت دیوار در برلین را با حضور ۴۵۰٫۰۰۰ نفر برگزار کرد. به عنوان عضوی از پینک فلوید، نام او در سال ۱۹۹۶ به تالار مشاهیر راک اند رول ایالات متحده و در سال ۲۰۰۵ به تالار مشاهیر موسیقی انگلستان راه یافت. بعداً در سال ۲۰۰۵، او در رویداد لایو ۸ دوباره به پینک فلوید ملحق شد. او از سال ۱۹۹۹ به‌عنوان خواننده انفرادی تورهای کنسرتی زیادی برگزار کرده است.
واترز مضامین سیاسی را در آثار خود گنجانده است و از حامیان برجسته فلسطین در جریان درگیری فلسطین و اسرائیل است. او خواستار برداشتن دیوار حایل اسرائیل در کرانه باختری شده است، از جنبش بایکوت، عدم سرمایه‌گذاری و تحریم اسرائیل حمایت و رفتار اسرائیل با فلسطینیان را آپارتاید توصیف می‌کند. برخی از گفته‌های او، مانند تشبیه اسرائیل به آلمان نازی، و همچنین عناصر اجراهای زنده‌اش، اتهامات یهودستیزی را برانگیخت. واترز این اتهامات را به‌عنوان آمیختن یهودی‌ستیزی با صهیونیسم‌ستیزی رد کرده است.

## (۱۹۴۳–۱۹۶۴) سال‌های اولیه
واترز با نام اصلی جورج راجر واترز در کمبریج بزرگ شد.
پدرش اریک فلچر واترز یک کمونیست و صلح طلب تند و تیز بود و در جنگ جهانی دوم جنگید و در نبردی در آنزیو در سال ۱۹۴۴، وقتی که راجر تنها ۵ ماه داشت، کشته شد. راجر به این فقدان در برخی از آثار خود، به خصوص برش نهایی که سال ۱۹۸۳ عرضه شد (که آن را به پدرش تقدیم کرد) و ترانه‌ای به نام وقتی ببرها آزاد شدند* و در فیلم دیوار* اشاره کرده است. هرچند وی دربارهٔ شخصیت مادر* در این فیلم، گفت که شباهتی به مادر خودش ندارد. بدگمانی به پادشاه و دولت، نظام آموزشی و سازمان‌های لشکری، در اکثر نوشته‌های واترز مشهود است. این موضوع به‌طور واضح در وقتی ببرها آزاد شدند، نشان بر این داشت که واترز به چه می‌اندیشد و چه کسی را مسئول قربانی شدن پدرش در آنزیو می‌داند:
"و شاه جورج پیر و مهربان، برای مادرم پیام فرستاد، وقتی که خبر مرگ پدرم را شنید.
یادم میاد که اون شکل یه طومار بود و طلا کوب شده بود، فقط همین!
و من یه روز توی کشوی عکس‌های قدیمی پیداش کردم، پنهان شده بود؛ و هنوز هم هروقت یادم میاد چشام خیس میشن، اعلاحضرت اون رو با مُهر لاستیکی مخصوصش مُهر زده بود.
همه جا تاریک بود و زمین یخ بسته بود وقتی که ببرها آزاد شدند؛ و هیچ‌کس از هنگ ارتش سلطنتی انگلستان زنده نموند.
آنها پشت سر جا مانده بودند، بیشتر مرده بودند و بقیه هم جان می‌کندند؛ و چنین بود که فرماندهی کل پدرم رو ازم گرفت."

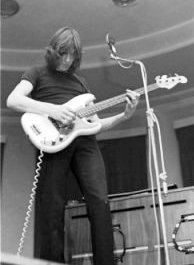
واترز همراه با پینک فلوید در دانشگاه لیدز ۱۹۷۰

## (۱۹۶۵–۱۹۸۴) پینک فلوید
او بین سال‌های ۱۹۶۶ تا ۱۹۸۵ به عنوان عضوی از گروه پینک فلوید و در پوشش نوازندهٔ گیتار بیس و خواننده فعالیت می‌کرد. پس از جدایی سید برت، وی به عنوان ترانه‌سرا و مفهوم دهنده اصلی آلبوم‌های پینک فلوید نقش عمده‌ای ایفا کرد و توانست در دههٔ ۷۰ میلادی همراه با پینک فلوید، با عرضه آلبوم‌های مفهومی نیمهٔ تاریک ماه، کاش این‌جا بودی، جانوران و دیوار موفقیت‌های بین‌الملی چشمگیری به دست آورد؛ به‌طوری‌که تا سال ۲۰۱۳، این آلبوم‌ها بیش از ۲۵۰ میلیون نسخه در سرتاسر جهان فروخته‌اند که از این تعداد تنها ۷۴٫۵ میلیون نسخه مختص ایالات متحده بوده است. واترز در سال ۱۹۸۵ قصد انحلال پینک فلوید را داشت اما به دلیل اختلافات ایجاد شده بین اعضا پیرامون این مبحث، کار به دادگاه کشیده شد که در نهایت اعضا باقی‌مانده توانستند در سال ۱۹۸۷ حق استفاده از نام پینک فلوید را به‌دست آورند. حدود هجده سال تمام اعضا هیچ اجرایی با حضور هر چهار عضو پینک فلوید نداشتند.
در سال ۱۹۸۰ واترز با ساخت یکی از آهنگ‌های کارتون انیمالیمپیک‌ها در ساخت موسیقی فیلم هم همکاری کرد.

## (۱۹۸۴-اکنون) فعالیت انفرادی
]

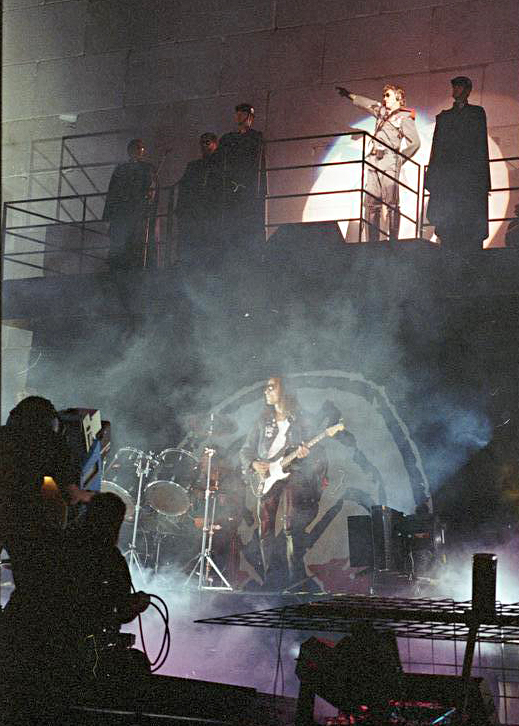
برای اهداف مستندسازی، آرشیو فدرال آلمان اغلب زیرنویس‌های اصلی تصاویر را نگه می‌داشت، که ممکن است اشتباه، جانبدارانه، منسوخ یا از نظر سیاسی افراطی باشند. برلین، اجرای اپرای راک "دیوار" BER-400 KB/22.7.90/برلین: نمایش راک "دیوار"/ آهنگساز این حماسه بی‌نظیر درباره راک، فضا و زمان، راجر واترز (تصویر بالا) است. او که زمانی از بنیانگذاران پینک فلوید بود، اپرای راک سال ۱۹۷۹ خود را برای آنچه که احتمالاً آخرین بار بود، به عنوان مقدمه‌ای برای صندوق یادبود تازه تأسیس برای امدادرسانی به بلایا (بنیاد قربانیان بلایا) به روی صحنه برد. [برلین، پوتسدامر پلاتس. - اجرای اپرای راک "دیوار" در نوار مرگ سابق

واترز پس از ترک گروه، پروژه شخصی خود را شروع کرد و به ساخت آلبوم‌های استودیویی مزایا و معایب اتواستاپ زدن، رادیو کیاس و تفریح تا سرحد مرگ و اجرای کنسرت به صورت انفرادی روی آورد. او یکی از بزرگ‌ترین کنسرت‌های تاریخ به نام دیوار برلین را در سال ۱۹۹۰ (میلادی) برگزار کرد که حدود ۲۰۰٬۰۰۰ شنونده آن را از نزدیک به تماشا نشستند. او در سال ۱۹۹۶ وارد تالار مشاهیر راک اند رول ایالات متحده شد و در سال ۲۰۰۵ به تالار مشاهیر راک اند رول انگلستان راه پیدا کرد. در سال ۲۰۰۵، وی اُپرایی به نام سا ایرا* را نوشت که از موضوع انقلاب کبیر فرانسه و ترانه‌ای انقلابی به همین نام الهام گرفته شده است. اواخر همان سال، ۲ ژوئیه در لندن، واترز در کنسرت لایو ۸* شرکت کرد و پس از ۲۴ سال، اجرایی را در کنار سه عضو دیگر پینک فلوید انجام داد. واترز از سال ۱۹۹۹ چندین تور به صورت شخصی برگزار کرده و در تور ۲۰۰۶–۲۰۰۸ به صورت کامل آلبوم پینک فلوید، نیمه تاریک ماه، را زنده اجرا کرد. او تور دیوار خود را در سال ۲۰۱۰ آغاز کرد و در سال ۲۰۱۱ گیلمور و میسن برای اجرای آلبوم در لندن به او پیوستند. این تور او در سال ۲۰۱۳ به پرسودترین تور برگزار شده توسط یک هنرمند تک‌نفره تبدیل شد.
وی ترانه‌هایی نیز برای فیلم‌های «وقتی که باد می‌وزد» - ۱۹۸۶، ساخته جیمی تی موراکامی، «رفتار مضطربانه» - ۱۹۹۸ ساخته دیوید ناتر، «قدرت ذهن» - ۱۹۹۸ ساخته رابرت رودریگز، «افسانه ۱۹۰۰» - ۱۹۹۸ ساخته جوزپه تورناتوره، «شغل ایتالیایی» - ۲۰۰۳ ساخته گَری گرِی، «روز، شب بخیر» - ۲۰۰۳ ساخته مارکو بلوچیو، «قلاب و وال‌ها» - ۲۰۰۵ ساخته نوح بامبچ، «د. ی. و. ا. ن. ه.» - ۲۰۰۵ ساخته ژان مارک واله، «اربابان شهر سگی» - ۲۰۰۵ ساخته کاترین هاردویک، «رفتگان» - ۲۰۰۶ ساخته مارتین اسکورسیزی و «آخرین میمزی» - ۲۰۰۷ ساخته رابرت شای نیز اجرا کرده است.
در سی‌امین سال‌گرد انتشار آلبوم دیوار واترز در سال ۲۰۰۹ توری را برگزار کرد.

## زندگی شخصی

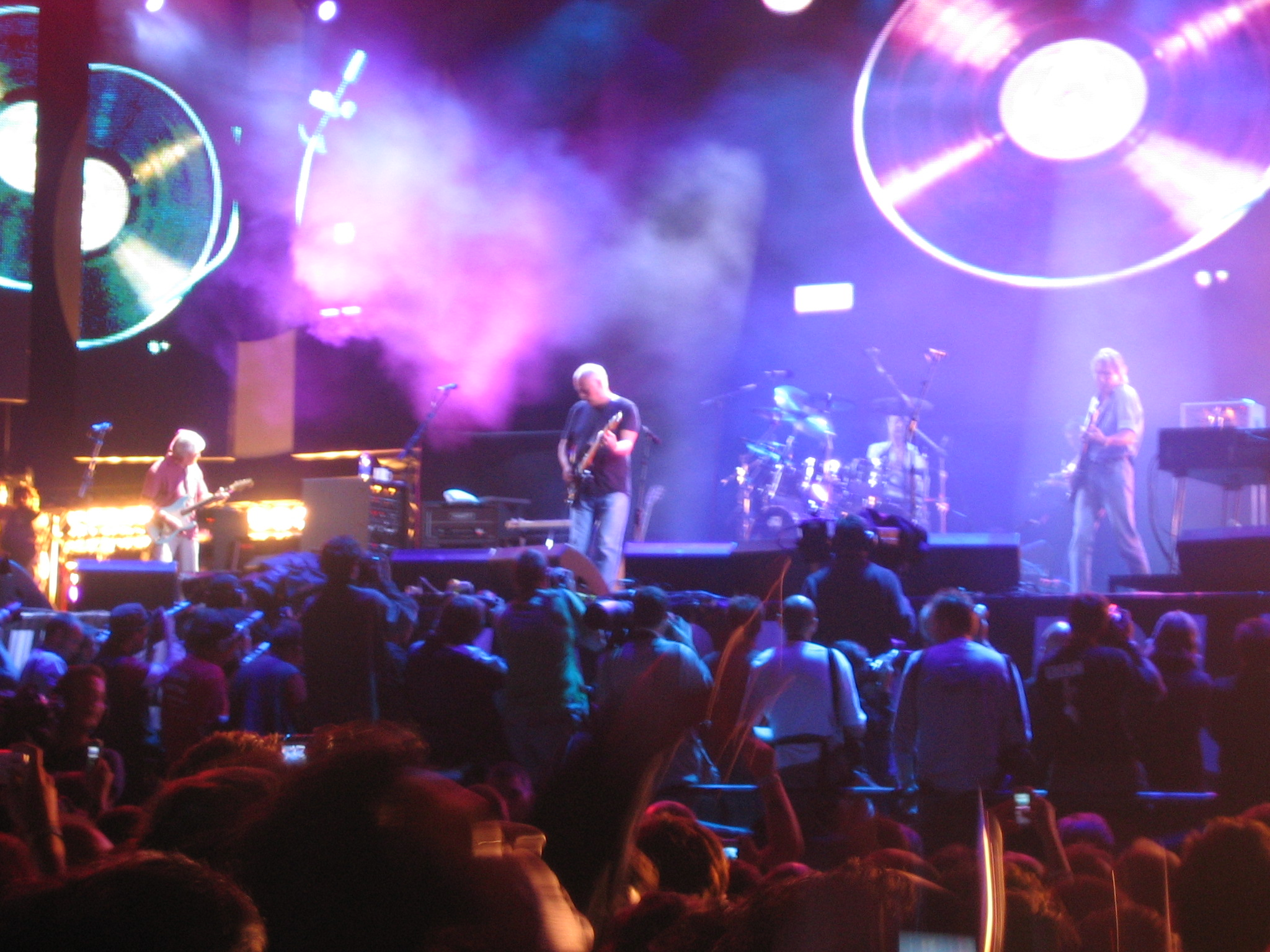
راجر جرج واترز در حال اجرای کنسرت

واترز تاکنون پنج بار ازدواج کرده است: بار نخست در سال ۱۹۶۹ با دوست دوران کودکی خود «جودی تریم» ازدواج کرد که از این پیوند هیچ فرزندی ندارد، آن‌ها در سال ۱۹۷۵ از هم جدا شدند. یک سال بعد در سال۱۹۷۶، واترز با «کارولین کریستی» ازدواج کرد که حاصل این ازدواج اولین فرزند او، هری واترز، است که تبدیل به یک نوازنده کیبورد شد و از سال ۲۰۰۶ راجر را در تورهایش همراهی می‌کند. همچنین از این ازدواج آن‌ها صاحب دختری به نام ایندیا واترز شدند که به عنوان یک مدل حرفه‌ای کار می‌کند. راجر و کارولین در سال ۱۹۹۲ از یکدیگر جدا شدند. او در سال ۱۹۹۳ با «پریسکیلا فیلیپس» ازدواج کرد که آن‌ها پیش از طلاق در سال ۲۰۰۱، از این پیوند صاحب فرزندی به نام جک فلتچر شدند. واترز در سال ۲۰۱۲ با بازیگر و فیلم‌سازی به نام «لوری درنینگ» ازدواج کرد. آن‌ها نیز در سال ۲۰۱۵ از هم جدا شدند.
در اکتبر ۲۰۲۱، واترز با انتشار پستی در حساب توییتر خود، از ازدواجش با کمیلا چاوس خبر داد.

## دیدگاه‌ها و حواشی
- راجر واترز در طول زندگی حرفه ای هنری خود همواره به دلیل دیدگاهایش با حواشی بسیاری روبرو بوده است که نخستین آن در جریان اولین اجرای زنده همراه با گروه پینک فلوید در ایالات متحده آمریکا آغاز گردید، یکی از تشویش‌های واترز همواره دیدگاه خاص او نسبت به آثار هنری بود که در اجرای آن سهیم بود، او اعتقاد داشت پراگرسیو راک برای گوش کردن و محو شدن در یک اثر هنری است نه برای رقصیدن و وقت گذراندن، همین دیگاه باعث شد او در آن کنسرت با تماشاگرانی که در صف اول بودند درگیری لفظی پیدا کند و بروی آنها تُف بیندازد و سپس ادرار کند، این برخورد او برایش دردسر ساز شد و مجبور شد به ملاقات یک روان‌پزشک برود، روان‌پزشک فقدان پدر از کودکی و وسواس جبرگونه او نسبت به هنر موسیقی را عامل این رفتار او قلمداد کرد.
- واترز در سال ۲۰۰۶ میلادی، به درخواست فلسطینی‌ها، کنسرتش را از شهر تل‌آویو در اسرائیل، به دهکده عرب‌نشین نوه شالوم منتقل کرد.[۵]
- در ژوئن ۲۰۲۰ واترز طی مصاحبه ای[۶][۷] اسراییل را لکه ننگی خواند که نیاز است به مرور برداشته شود. وی گفت اسرائیل به‌طور غیرمستقیم مسئول قتل جورج فلوید است چرا که «نیروهای دفاعی اسرائیل روش بستن گردن با زانو را ابداع کردند».[۸][۹][۱۰][۱۱][۱۲]
- در ۱۴ می ۲۰۲۱ وی خواستار توقف کمک‌های نظامی خارجی به اسراییل و پایان حمله به غزه شد.[۱۳]
- او در واکنش به کشته شدن مهسا امینی و در حمایت از اعتراضات سراسری مردم گفته است: «آقای آیت‌الله، مهسا امینی خواهر من است و همه خواهران او در ایران و جهان باید بتوانند در مورد پوشاندن سر خودشان تصمیم بگیرند و به شما ربطی ندارد.»[۱۴]
- در ۲۸ می ۲۰۲۳ دولت آلمان کنسرت برلین راجر واترز را به دلیل انتقاد این هنرمند از نسل‌کشی فلسطینیان توسط اسرائیل لغو کرد[۱۵]

## آلبوم‌ها

#### آلبوم‌های انفرادی اصلی
- مزایا و معایب مفت‌سواری (۱۹۸۴)
- رادیو کی.ای.او.اس. (۱۹۸۷)
- تفریح تا سرحد مرگ (۱۹۹۲)
- آیا این همان زندگی است که واقعاً می‌خواهیم؟ (۲۰۱۷)
- داستان سرباز ایگور استراوینسکی (۲۰۱۸)
- جلسات قرنطینه (۲۰۲۲)
- نیمه تاریک ماه ردوکس (۲۰۲۳)

#### دیگر آثار
- موسیقی بدنی (با ران گیزین) (۱۹۷۰)
- وقتی باد می‌وزد (۱۹۸۶)
- سا ایرا (۲۰۰۵)
- مزایا و معایب (مصاحبه‌ها) (۲۰۱۵)